# 2006 QV89
2006 QV89 est un astéroïde proche de la Terre de type Apollon mesurant environ 30 mètres de diamètre.

## Observations et découverte
Cet astéroïde a été découvert le 29 août 2006 alors qu'il était à environ 0,03 unité astronomique (4,5 millions de kilomètres) de la Terre et avait une élongation solaire de 150 degrés. L'astéroïde a alors pu être observé pendant un arc d'observation de 10 jours.
L'astéroïde est réobservé début août 2019.

## Caractéristiques physiques
2006 QV89 mesure entre 20 et 50 mètres

## Caractéristiques orbitales
2006 QV89 a une faible inclinaison orbitale, 1,07°, par rapport au plan de l'écliptique et une distance minimale d'intersection de l'orbite terrestre de seulement 10 200 kilomètres.

### Passage à proximité de la Terre en septembre 2019
On estime que l'astéroïde se rapprochera de la Terre en 2019 autour du 23 au 27 septembre, à une distance d'environ 0,04 unité astronomique (6 millions de kilomètres). On sait où la Terre sera, mais pas précisément où l'astéroïde sera. On s'attend à ce qu'il passe au plus près de la Terre vers la fin septembre 2019. Étant donné son court arc d'observation et l'absence d'observations depuis 2006, le tableau des risques Sentry indique environ 1 chance sur 9100 que l'astéroïde percute la Terre le 9 septembre 2019. La distance nominale donnée par le JPL Horizons pour le 9 septembre 2019 est de 0,05 unité astronomique  (7,5 millions de kilomètres) avec une incertitude à 3 sigma de ± 10 millions de kilomètres. NEODyS indique également que la distance nominale entre la Terre et le 9 septembre 2019 est de 0,05 un. De son côté, l'Agence spatiale européenne (ESA) établit une probabilité d'impact comparable de 1 sur 7300 pour le 9 septembre 2019 
Une simulation Monte Carlo utilisant Solex 12 avec 1000 clones de l'astéroïde montre que les positions possibles de l'astéroïde recouvrent la Terre. La ligne de variation traverse l'Antarctique et la pointe sud de l'Argentine. 
L'astéroïde devrait passer à l'opposition (à l'opposé du Soleil dans le ciel) vers la fin du mois de juillet 2019 à une magnitude apparente estimée à environ 22.
Le 16 juillet 2019, l'Agence spatiale européenne annonce que tout risque d'impact a été exclu.